# Обдуліо Варела
Обдуліо Варела (ісп. Obdulio Varela, нар. 20 вересня 1917, Монтевідео — пом. 2 серпня 1996, Монтевідео) — уругвайський футболіст, що грав на позиції захисника.
Виступав, зокрема, за клуб «Пеньяроль», а також національну збірну Уругваю.
Шестиразовий чемпіон Уругваю. У складі збірної — володар Кубка Америки. чемпіон світу. 

## Клубна кар'єра
Народився 20 вересня 1917 року в місті Монтевідео. Вихованець футбольної школи клубу «Депортіво Хувентуд». Дорослу футбольну кар'єру розпочав 1936 року в основній команді того ж клубу, в якій провів два сезони. 
Протягом 1938—1943 років захищав кольори команди клубу «Монтевідео Вондерерс».
1943 року перейшов до клубу «Пеньяроль», за який відіграв 12 сезонів.  У складі «Пеньяроля» шість разів вигравав національний чемпіонат. Завершив професійну кар'єру футболіста виступами за команду «Пеньяроль» у 1955 році.
Помер 2 серпня 1996 року на 79-му році життя у місті Монтевідео.

## Виступи за збірну
1939 року дебютував в офіційних матчах у складі національної збірної Уругваю. Протягом кар'єри у національній команді, яка тривала 16 років, провів у формі головної команди країни 45 матчів, забивши 9 голів.
У складі збірної був учасником чемпіонату світу 1950 року у Бразилії, здобувши того року титул чемпіона світу, чемпіонату світу 1954 року у Швейцарії.

## Титули і досягнення
- Чемпіон Уругваю (6):

«Пеньяроль»:  1944, 1945, 1949, 1951, 1953, 1954
- Чемпіон Південної Америки: 1942
- Срібний призер Чемпіонату Південної Америки: 1939, 1941
- Чемпіон світу: 1950